# Psaliodes euplaneta
Psaliodes euplaneta är en fjärilsart som beskrevs av Dyar 1916. Psaliodes euplaneta ingår i släktet Psaliodes och familjen mätare. Inga underarter finns listade i Catalogue of Life.